# David Kalisch

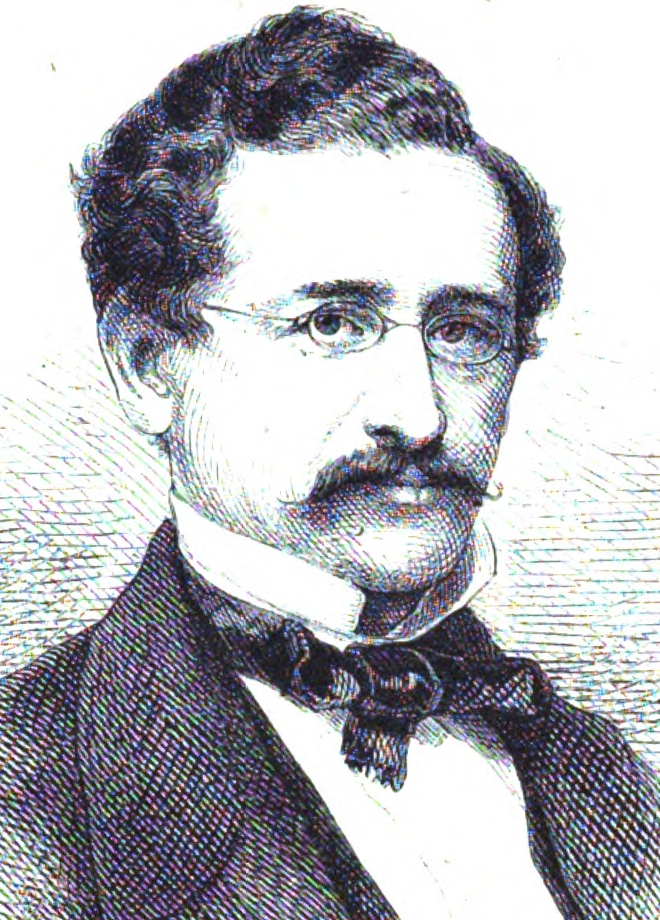
David Kalisch, 1867. Grafik von Adolf Neumann.

David Kalisch (* 23. Februar 1820 in Breslau; † 21. August 1872 in Berlin) war ein deutscher Schriftsteller.

## Leben
Kalisch wurde in eine angesehene großbürgerliche jüdische Familie in Breslau geboren. Der Vater betrieb ein anfänglich gut gehendes Rauchwarengeschäft, verlor aber durch schlechte Konjunktur, Krankheit etc. den größten Teil seines Vermögens. Der Sohn besuchte zunächst die Königliche Wilhelms-Schule, später das Friedrichs-Gymnasium, musste dieses aber nach dem frühen Tod des Vaters aus finanziellen Gründen verlassen. Kalisch bedauerte es sein Leben lang, dass er als 15-Jähriger eine kaufmännische Lehre beginnen musste.
Obwohl er als Kaufmann erfolgreich war, gab er 1844 seine Stellung auf und ging nach Paris mit dem erklärten Ziel, Schriftsteller zu werden. Dort schrieb er für verschiedene deutsche Zeitschriften und begegnete u. a. Georg Herwegh und Karl Marx. Auch mit Heinrich Heine und Pierre-Joseph Proudhon schloss er Freundschaft. Da Kalisch von finanziellen Sorgen geplagt wurde, arbeitete er nebenbei als Fremdenführer und nahm vorübergehend auch wieder eine Stelle als Verkäufer an.
1846 kehrte Kalisch nach Deutschland zurück und schrieb in Leipzig für das Charivari von Eduard Maria Oettinger. Einige Zeit befand sich Kalisch aber wieder in kaufmännischer Stellung in Berlin. Dort brachte ihm seine Lokalposse Hunderttausend Taler den Durchbruch. In Berlin heiratete Kalisch auch Sophie Albrecht. Mit ihr hatte er zwei Töchter und drei Söhne. Eine seiner Schwiegertöchter wird die Sängerin Lilli Lehmann, einer seiner Schwiegersöhne der Schriftsteller Paul Lindau.

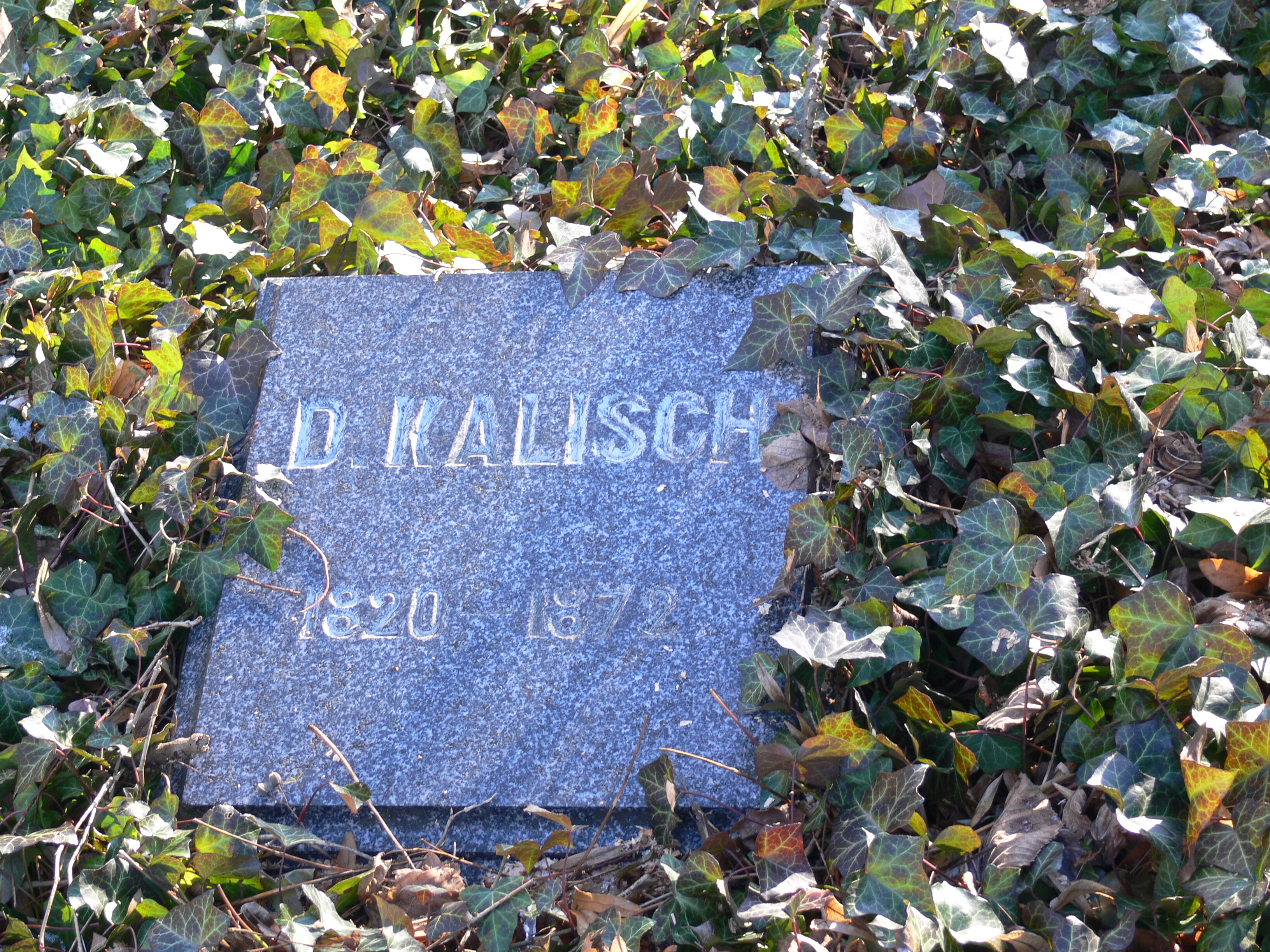
Grab auf dem Alten St.-Matthäus-Kirchhof in Berlin-Schöneberg

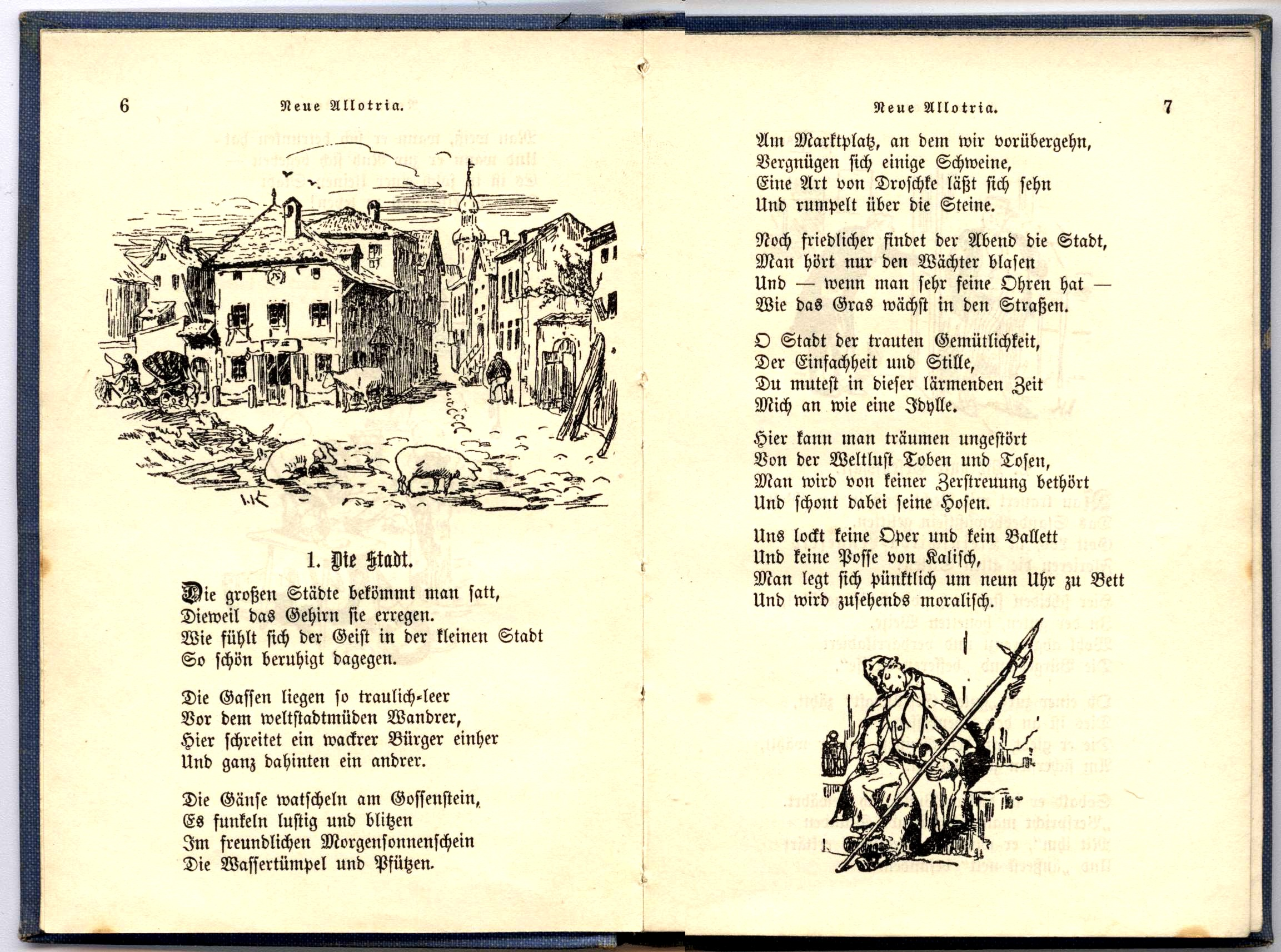
Der Vater von Joachim Ringelnatz, Georg Bötticher, erwähnt David Kalisch in seinem Gedicht über das Leben in einer Kleinstadt

In seiner Pariser Zeit hat Kalisch das französische Theater näher kennengelernt – sein Erfolgsstück entstand nach einer französischen Vorlage, was aber dem Erfolg keinerlei Abbruch tat. Kalisch schilderte in seinen Stücken das Berliner Milieu derart lebendig, dass sogar einige Zitate aus den Stücken in die Berliner Umgangssprache übernommen wurden.
1848 gründete Kalisch zusammen mit dem Verleger Bernhard Wolff und anderen die liberale National-Zeitung sowie zusammen mit dem Verleger Heinrich Albert Hofmann die Zeitschrift Kladderadatsch; für diese wöchentlich erscheinende Zeitschrift arbeitete Kalisch nun die nächsten 24 Jahre im Hauptberuf. Von den drei Gelehrten des Kladderadatsch war er neben Ernst Dohm und Rudolf Löwenstein wohl der produktivste. 1852 konvertierte David Kalisch von der jüdischen zur evangelischen Religion.
Am 21. August 1872 starb David Kalisch in Berlin. Er wurde auf dem alten St.-Matthäus-Kirchhof in Berlin-Schöneberg bestattet. Sein Grab war von 1958 bis 2014 ein Ehrengrab des Landes Berlin.

## Bedeutung
Gottfried Keller 1851 über die Berliner Lokalposse und David Kalisch:

„Inzwischen ist es immerhin schon ein bedeutendes Schauspiel, die Bevölkerung einer so pfiffigen Weltstadt, wie Berlin, vor der Bühne versammelt und dem mutwilligen Schauspieler, der ihr seine Anspielungen mit wehmütiger Laune vorsingt, eifrigst lauschen und zujubeln zu sehen. […] Vorzüglich beim Vortrag der Couplets, welche die jeweilige Kritik der Tagesmisere, des politischen und moralischen Unfuges enthalten, exzellieren die Komiker. […] Ich habe lebhaft mitgefühlt, wie in solchen Momenten das arme Volk und der an sich selbst verzweifelnde Philister Genugtuung findet für angetane Unbill, ja wie solche leichte Lufthiebe tiefer dringen und nachhaltiger zu wirken vermögen als manche Kammerrede. […] Denn es ist eine Lüge, was die literarischen Schlafmützen behaupten, daß die Angelegenheiten des Tages keinen poetischen und bleibenden Wert hätten. In Berlin ist es der Dichter Kalisch, welcher das für jetzt Bestmögliche leistet. Seine Sachen werden auf dem Königstädtischen Theater gegeben […].“

## Werke
- Ein Billet von Jenny Lind. 1847. online
- Einmal hunderttausend Thaler. 1847–1850. online
- Berliner auf Wache. 1848.
- Berlin bei Nacht. 1849. online. Digitalisiert von der Zentral- und Landesbibliothek Berlin, 2011: urn:nbn:de:kobv:109-opus-106339.
- Das Corps der Rache. 1849. (Digitalisat)
- Junger Zunder – Alter Plunder. 1850. Digitalisiert von der Zentral- und Landesbibliothek Berlin, 2011: urn:nbn:de:kobv:109-opus-106325.
- Berliner Volksbühne. 4 Bände. 1850–1852.
- Paris und London. 1851.
- Die Bummler von Berlin. 1854. online
- Der Aktienbudiker. 1856.
- Berliner Leierkasten. 1858–1866. online Bd.1, Bd.2
- Der gebildete Hausknecht. 1858. online
- Berlin, wie es weint und lacht. 1858. online
- Die Mottenburger. 1867. online
- Hunderttausend Taler. Altberliner Possen. 2 Bände. Hrsg. v. Manfred Nöbel, Haude u. Spener, Berlin 1988. (postum erschienen)
- Schultze und Müller auf der Leipziger Messe: humorist. Reisebilder v. Verf. d. Schultze u. Müller in Paris, im Harz etc. (mutmaßl. Verf.: David Kalisch) illustriert von H. König, Hofmann, Berlin 1856. Digitalisierte Ausgabe der Universitäts- und Landesbibliothek Düsseldorf: urn:nbn:de:hbz:061:1-20358